# Musée du carillon (Rouen)
Le musée du carillon ou centre d'interprétation est un projet muséal à Rouen consacré au carillon de la cathédrale.

## Le projet
Ce musée se trouve dans l'étage du beffroi de la tour Saint-Romain de la cathédrale de Rouen. Son accès se fait depuis la cour d'Albane par la tourelle d'escalier à l'est de la tour Saint-Romain qui distribue les différents niveaux de la tour.
Il renferme actuellement la plus grosse des cloches de la cathédrale, la Jeanne d'Arc ainsi que le carillon avec son clavier, un clavier d'étude, deux anciens claviers, 3 anciennes cloches du premier carillon (Paquerette, Marie-Elisabeth et Marjorie-Isaure) ainsi que le joug métallique de la première Jeanne d'Arc, le premier battant de l'actuelle Jeanne d'Arc ainsi que le battant brisé de la Georges d'Amboise.
Il est prévu à terme qu'il soit intégré au futur musée de l'Œuvre.